# Castória (unidade regional)
Castória (em grego: Καστορία; romaniz.: Kastoria; ainda: Kastoría, Kastorias) é uma unidade regional da Grécia, localizada na periferia da Macedônia Ocidental. Sua capital é a cidade de Castória.